# العلاقات اليمنية المالاوية
العلاقات اليمنية المالاوية هي العلاقات الثنائية التي تجمع بين اليمن ومالاوي.

## مقارنة بين البلدين
هذه مقارنة عامة ومرجعية للدولتين:
| وجه المقارنة                                              | اليمن         | مالاوي                     |
| --------------------------------------------------------- | ------------- | -------------------------- |
| المساحة (كم2)                                             | 555.00 ألف    | 118.48 ألف                 |
| عدد السكان (نسمة)                                         | 28.25 مليون   | 18.62 مليون                |
| الكثافة السكانية (ن./كم²)                                 | 50.9          | 157.16                     |
| العاصمة                                                   | صنعاء، عدن    | ليلونغوي، زومبا            |
| اللغة الرسمية                                             | اللغة العربية | لغة إنجليزية، لغة الشيشيوا |
| العملة                                                    | ريال يمني     | كواشا ملاوية               |
| الناتج المحلي الإجمالي (بليون دولار)                      | 18.21 مليار   | 6.30 مليار                 |
| الناتج المحلي الإجمالي (تعادل القوة الشرائية) بليون دولار | 75.69 مليار   | 22.43 مليار                |
| الناتج المحلي الإجمالي الاسمي للفرد دولار أمريكي          | 1.41 ألف      | 338                        |
| الناتج المحلي الإجمالي للفرد دولار أمريكي                 |               | 1.20 ألف                   |
| مؤشر التنمية البشرية                                      | 0.498         | 0.445                      |
| رمز المكالمات الدولي                                      | +967          | +265                       |
| رمز الإنترنت                                              | يمن           | .mw                        |
| المنطقة الزمنية                                           | ت ع م+03:00   | ت ع م+02:00                |

## منظمات دولية مشتركة
يشترك البلدان في عضوية مجموعة من المنظمات الدولية، منها:
| علم المنظمة | اسم المنظمة                                                | تاريخ انضمام اليمن | تاريخ انضمام مالاوي |
| ----------- | ---------------------------------------------------------- | ------------------ | ------------------- |
|             | يونسكو                                                     | 2 أبريل 1962       | 27 أكتوبر 1964      |
|             | مؤسسة التمويل الدولية                                      | 22 مايو 1970       | 19 يوليو 1965       |
|             | المركز الدولي لتسوية المنازعات الاستشارية                  | 20 نوفمبر 2004     | 14 أكتوبر 1966      |
|             | منظمة حظر الأسلحة الكيميائية                               | ?                  | ?                   |
|             | مؤسسة التنمية الدولية                                      | 22 مايو 1970       | 19 يوليو 1965       |
|             | وكالة ضمان الاستثمار متعدد الأطراف                         | 12 مارس 1996       | 12 أبريل 1988       |
|             | الاتحاد البريدي العالمي                                    | ?                  | ?                   |
|             | الاتحاد الدولي للاتصالات                                   | 1931               | 19 فبراير 1965      |
|             | منظمة الشرطة الجنائية الدولية                              | ?                  | ?                   |
|             | الأمم المتحدة                                              | 30 سبتمبر 1947     | 1 ديسمبر 1964       |
|             | البنك الدولي للإنشاء والتعمير                              | 3 أكتوبر 1969      | 19 يوليو 1965       |
|             | العملية المشتركة للاتحاد الأفريقي والأمم المتحدة في دارفور | ?                  | ?                   |